# Суркінська сільська рада
Су́ркінська сільська рада (рос. Суркинский сельский совет) — сільське поселення у складі Наровчатського району Пензенської області Росії.
Адміністративний центр — село Телешовка.

## Населення
Населення — 492 особи (2019; 624 в 2010, 801 у 2002).

## Склад
До складу сільської ради входять:
| Населений пункт | Населення, осіб (2002) | Населення, осіб (2010) |
| --------------- | ---------------------- | ---------------------- |
| Пани, село      | 365                    | 279                    |
| Суркіно, село   | 218                    | 183                    |
| Телешовка, село | 218                    | 162                    |